# 陳威仁
陳威仁（1953年5月24日—）中華民國政治人物，中國國民黨籍，曾任臺北市政府工務局局長、臺北市副市長、行政院秘書長、內政部部長。

## 生平
畢業於國立成功大學都市計畫學系、美國華盛頓大學土木工程學碩士、中國文化大學實業計劃研究所工學博士。曾任職於臺灣省政府、臺北市政府，並曾擔任臺北市副市長、行政院秘書長。

### 台北市都市發展局局長
2000年初，時任台北市都市發展局局長的陳威仁與台北市長馬英九、萬華區區長徐漢雄等官員巡視大理街時，基於尚未徵收的糖廍文化園區預定地上荒煙蔓草、蚊蟲滋生，乃主動向台糖提議先行作簡易綠化。

### 內政部長
2014年3月1日，接替李鴻源任內政部部長。
2014年6月20日，提出三大施政的主軸，分別是：居住正義、安全維護及簡政利民。他預備推行富麗農村風情小鎮計畫，以社會企業的概念，在國家公園內養虱目魚、經營民宿，挹注國家公園基金，作為環境教育之用。
2014年12月10日，民進黨立委陳其邁質詢內政部長陳威仁，針對政治獻金法修法，提案要將政治獻金收支細目公開於網路上，且政黨對候選人的政治獻金捐獻也應設立上限，國民黨透過中投公司上繳111億去補助黨籍候選人，根本不合理，此時陳威仁脫口說出：「黨產本來就是要用來選舉的阿！」
在其任內修正「大陸地區人民在臺灣地區取得設定或移轉不動產物權許可辦法」第14條規定有關「大陸地區人民在臺灣地區取得不動產物權採行總量管制之數額及執行方式」，發文字號：台內地字第1040404695號令。

## 荣誉
- 三等景星勋章（2016年5月18日批准[6]）

## 外部連結
| 中華民國政府職務 | 中華民國政府職務                                     | 中華民國政府職務 |
| ---------------- | ---------------------------------------------------- | ---------------- |
| 行政院           |                                                      |                  |
| 前任： 陳士魁    | 行政院秘書長 第三十三任 2013年2月18日－2014年2月28日 | 繼任： 李四川    |
| 前任： 李鴻源    | 內政部部長 第三十任 2014年3月1日－2016年5月19日      | 繼任： 葉俊榮    |